# Per Petterson
Per Petterson (Oslo, 1952. július 18. –) norvég regényíró. Debütáló könyve az Aske i munnen, sand i skoa (1987), novellagyűjtemény volt. Azóta számos regénye jelent meg.
A második világháborúban játszódó Til Sibir (Irány Szibéria) című regényét jelölték az Északi Tanács irodalmi díjára. Az I kjølvannet (Ébren), egy fiatal férfi története, aki a Scandinavian Star komphajó 1990-es katasztrófájában elveszítette családját (Petterson maga veszítette el anyját, apját, öccsét és unokahúgát a katasztrófában). 2000-re elnyerte a Brage-díjat. A 2008-ban megjelent Jeg forbanner tidens elv (Átkozom az idő folyamát) című regénye 2009-ben elnyerte az Északi Tanács Irodalmi Díját.
Áttörő regénye az Ut og stjæle hester (Lótolvajok), amelyet Norvégiában két legjobb irodalmi díjjal – a norvég kritikusok irodalmi díjával és a könyvkereskedők év legjobb könyve díjával – ismerték el. A 2005-ös angol nyelvű fordítást, az Out Stealing Horses-t 2006-ban a Független Külföldi Szépirodalmi Díjjal (Independent Foreign Fiction Prize) és a 2007-es Nemzetközi Dublini Irodalmi Díjjal (International Dublin Literary Award) jutalmazták (a világ legnagyobb pénzbeli irodalmi díja egyetlen angol nyelvű szépirodalmi alkotásért, 100 000 Euró). A New York Times Book Review 2007. december 9-i számában az Out Stealing Horses-t az év 10 legjobb könyve közé választották.
Petterson képzett könyvtáros. Könyvesbolti eladóként, fordítóként és irodalomkritikusként dolgozott, mielőtt főállású író lett. Hatásai között említi Knut Hamsunt és Raymond Carvert.
Műveit csaknem 50 nyelvre fordították le.

## Művei
- 1987 – Aske i munnen, sand i skoa (novellák)
  - Szájában hamu, cipőjében homok – Scolar, Budapest, 2024 · ISBN 9789635099054 · Fordította: Pap Vera-Ágnes[4]
- 1989 – Ekkoland (regény)
- 1992 – Det er greit for meg (regény)
- 1997 – Til Sibir (regény)
  - Irány Szibéria – Scolar, Budapest, 2018 · ISBN 978-963-244-953-1 · Fordította: Patat Bence[5]
- 2000 – I kjølvannet (regény)
- 2003 – Ut og stjæle hester (regény)
  - Lótolvajok – Scolar, Budapest, 2009 · ISBN 9789632441382 · Fordította: Földényi Júlia[6]
- 2004 – Månen over Porten (esszék)
- 2008 – Jeg forbanner tidens elv (regény)
  - Átkozom az idő folyamát – Scolar, Budapest, 2012 · ISBN 9789632443409 · Fordította: Földényi Júlia
- 2012 – Jeg nekter (regény)
  - Megtagadom – Scolar, Budapest, 2015 · ISBN 9789632445502 · Fordította: Földényi Júlia
- 2018 – Menn i min situasjon (regény)
  - Férfiak az én helyzetemben – Scolar, Budapest, 2020 · ISBN 9789635091096 · Fordította: Pap Vera-Ágnes
- 2021 – Mitt Abruzzo. Journal 21.1-18.7.2021 Forlaget Oktober

## Fordítás
- Ez a szócikk részben vagy egészben  a   Per Petterson című angol Wikipédia-szócikk fordításán alapul.  Az eredeti cikk szerkesztőit annak laptörténete sorolja fel. Ez a jelzés csupán a megfogalmazás eredetét és a szerzői jogokat jelzi, nem szolgál a cikkben szereplő információk forrásmegjelöléseként.